# Gerulata
Gerulata era un forte romano ausiliario che faceva parte della catena di postazioni militari presenti lungo il limes danubiano nel settore pannonico. Si trova nei pressi della cittadina di Rusovce in Slovacchia, a pochi chilometri ad ovest di Bratislava.

## Nome
Il forte di Gerulata fu menzionato per la prima volta sia nella Tabula Peutingeriana, sia nella Notitia dignitatum accanto alla lista delle truppe del Dux Pannoniae primae et Norici ripensis.

## Posizione
Il forte fu posizionato proprio dove il Danubio raggiunge il confine dell'attuale Slovacchia e si genera come un collo di bottiglia chiamata porta Hungarica (presso Devín), tra i Piccoli Carpazi ed i Monti Hundsheimer. Rallentando il suo corso, ciò porta ad accumulare estesi depositi di ghiaia, che costringono la corrente del fiume a dividersi in numerosi "bracci". A ciò si aggiunga che il fiume Morava confluisce nel Danubio poco più a monte. Oggi Bratislava sorge al di là di due grandi isole fluviali, sul lato opposto al forte romano di Gerulata. E se la più piccola delle due isole, apparteneva probabilmente ai territori romani della provincia della Pannonia superiore, quella più grande, più ad est, rimaneva sotto il dominio della popolazione germanica dei vicini Quadi.
Dalla fortezza legionaria di Carnuntum si diramavano due strade. La prima conducava al forte di Ad Flexum dopo circa 23 km, mentre la seconda a Gerulata dopo 20 km circa. Rusovce rappresenta oggi uno dei tre piccoli comuni a sud dell'attuale Bratislava. L'area del forte si trova su un pianoro di forma quasi rettangolare (alto 130–136 m s.l.m.) lungo il fiume Danubio. La distanza dal corso principale del Danubio è di circa 1,3 chilometri.

## Il forte

### Storia
Il forte era posizionato lungo una strada militare che univa le fortezze legionarie di Carnuntum e Brigetio. È possibile poi che vi fosse un contatto visivo tra i campi di Gerulata e quelli vicini, più ad ovest, di Ala Nova ed Aequinoctium. Si trovava, inoltre, di fronte ad una zona paludosa formata dalla confluenza di Danubio e Morava, tra i pendii densamente boscosi dei Piccoli Carpazi e la grande isola di Žitný ostrov, lasciando che vi fosse un unico passaggio per attraversare il grande fiume, a forma di "collo di bottiglia" di fronte all'attuale città di Bratislava. Tale condizione particolare permise ai Romani di posizionare un unico forte in questo tratto di limes, a Gerulata, a protezione di questo varco, al fine di bloccare eventuali invasioni delle vicine popolazioni germaniche a nord del grande fiume.
Dopo i primi insediamenti romani posti sul Danubio al tempo dell'imperatore Claudio, lungo la via che da Carnuntum conduceva a Ad Flexum (databili al 50 d.C. circa), in seguito alla crisi dacica degli anni 85-89, Domiziano dispose la costruzione del primo forte in legno e terra a Gerulata. Durante il periodo antonino, il campo fu ricostruito in pietra. A giudicare dai reperti ceramici (terra sigillata), neppure Gerulata fu risparmiata dalle distruzioni che le guerre marcomanniche portarono un po' ovunque lungo il limes pannonicus.
Con le riforme di Diocleziano e poi di Costantino il Grande degli inizi del IV secolo, l'area del forte venne ridotta notevolmente e le fortificazioni subirono una conversione in una tipica struttura tardo-antica con torri a "ferro di cavallo". Probabilmente in occasione delle campagne suebo-sarmatiche di Valentiniano I degli anni 374 e 375, il forte già ridotto venne trasformato, come tanti altri della zona (tra cui quello di Cannabiaca), in una città fortificata per proteggere la popolazione circostante (oppidum). Il sito venne infine completamente abbandonato con l'assegnazione della Pannonia agli Unni nel 433 circa.

### Struttura
Forte in legno/terra
Il primo accampamento venne costruito in legno e terra. Era posizionato sulla riva occidentale del canale di Rusovcer, nel nord-est della città di Rusovce, vicino all'antico "letto" del fiume Danubio. La profondità del fossato circostante il forte sembra che oscillasse tra 1,3 ed 1,8 metri, mentre la sua larghezza era pari a circa 5 metri. Si è quindi indagata una sezione del muro sud-ovest per una lunghezza di 27 metri. L'angolo orientale è stato invece rimosso dal Danubio, consentendo limitati sondaggi di questa sezione di forte. Dalla terra sigillata rinvenuta, di tipo gallico e dell'Italia settentrionale, si è giunti alla conclusione che il campo fu costruito al tempo di Domiziano. La larghezza massima del forte è stato stimato in circa 113 metri.
Degli edifici interni è stata scoperta un baraccamento del periodo di Domiziano o Traiano lungo la strada 65. Le sue pareti erano fatte in legno, intonacate e dipinte con malta. Vi erano in totale quattro stanze lungo due file parallele e due piccoli forni. Essi erano orientati nella direzione verticale del canale Rusovcer. Questa struttura venne distrutta, sulla base delle indagini archeologiche, da un incendio. La prima stanza era misurava 3,1-3,12 metri di larghezza e 2,20-2,70 metri di lunghezza. L'intonaco era ancora conservato per uno spessore di quattro centimetri nell'angolo nord-est, fino ai 40 cm. Il colore grigio dell'intonaco era dovuto ad un rapporto calce-sabbia pari a 5:1. In alcune parti del muro sono stati trovati tre strati sovrapposti di intonaco. Il pavimento era costituito da terra battuta. Tra la camera 1 e 2 vi era, quindi, un corridoio largo tra i 60 e gli 80 centimetri. Il muro tra le camere 1 e 4 era invece largo 25 cm.
La seconda stanza misurava 3,02-3,10 metri × 3,60 metri. L'intonaco è stato conservato per un massimo di 15 centimetri. Il muro della terza stanza era largo 14 cm. Gli elementi portanti della struttura erano posti ai quattro lati della stanza. Si trattava di aste spesse 1,5/2 pollici (probabilmente di pino). In questa stanza il pavimento fu fatto con cura. Era formato da uno strato di ghiaia o frammenti di laterizi minutamente frantumati e malta fine a base di calce aerea (chiamato dai romani opus signinum).
Un forno molto ben conservato (a pianta ovale, di 20 cm di profondità, l'apertura di 40 cm, l'area occupata di 62 × 52 cm) si trovava lungo la parete ovest della seconda stanza. Fu ricostruito almeno una volta. Aveva pareti spesse 4/5 centimetri ed era fatto di argilla e mattoni dello stesso colore. È stato conservato per un'altezza di 30 centimetri. In sintesi si può affermare che dagli scavi fino ad oggi compiuti su questo edifici, si trattava:
- o di due edifici separati, che si davano le spalle gli uni agli altri;
- oppure di un edificio unico, separato da un corridoio centrale, come sostiene Vladimir Varsik, per il fatto che i muri erano stati intonacati all'interno.[8]

Forte in pietra
Grazie alla sepoltura dei fossati di terra e legno, si è potuto stimare il periodo della costruzione del primo forte in pietra ad Antonino Pio. Probabilmente questo forte fu ricostruito uno seconda volta. Nel 1991, fu indagato il lato sud del muro di cinta, che era largo un metro circa e si trovava lungo le rive del canale Rusovce. Sul suo lato interno vi era poi un vallo di terra. La scoperta poi di terra sigillata della tipologia gallica propria del limes renano, ha indotto gli archeologi a datare la costruzione in pietra ad Antonino Pio. Si è potuto poi ipotizzare che le dimensioni del campo nella seconda metà del II secolo fossero di 133 x 166 metri.
Gli scavi degli anni 1982-1984 hanno poi messo in luce due fossati, orientati a nord-est e a sud-ovest, larghi 6-7 metri, profondi 2,5 metri e distanti tra loro 4,5-5 metri. Il forte di legno ed il canale distavano 300 metri circa. Il ritrovamento di una moneta del periodo di Marco Aurelio suggerisce che questa costruzione venne fatta dopo la fine delle guerre marcomanniche. Magda Pichlerová suggerisce che tutto ciò apparteneva al muro difensivo del Vicus occidentale, Vladimir Vasik lo vede invece come parte di un'installazione militare.
La ricostruzione che ne seguì, avvenne sicuramente non prima del tardo III secolo, poiché numerosi e continui furono gli interventi medievali e moderni sulla precedente struttura tardo antica, distruggendo quasi completamente le fondazioni romane. Solo una moneta di Aureliano, scoperta sotto un muro crollato, potrebbe essere utilizzata per una vaga datazione sul possibile inizio del processo di ricostruzione del secondo forte in pietra. Si ritiene anche che presso l'accampamento vi fosse un piccolo porto, sebbene al momento non sia stato ancora localizzato.

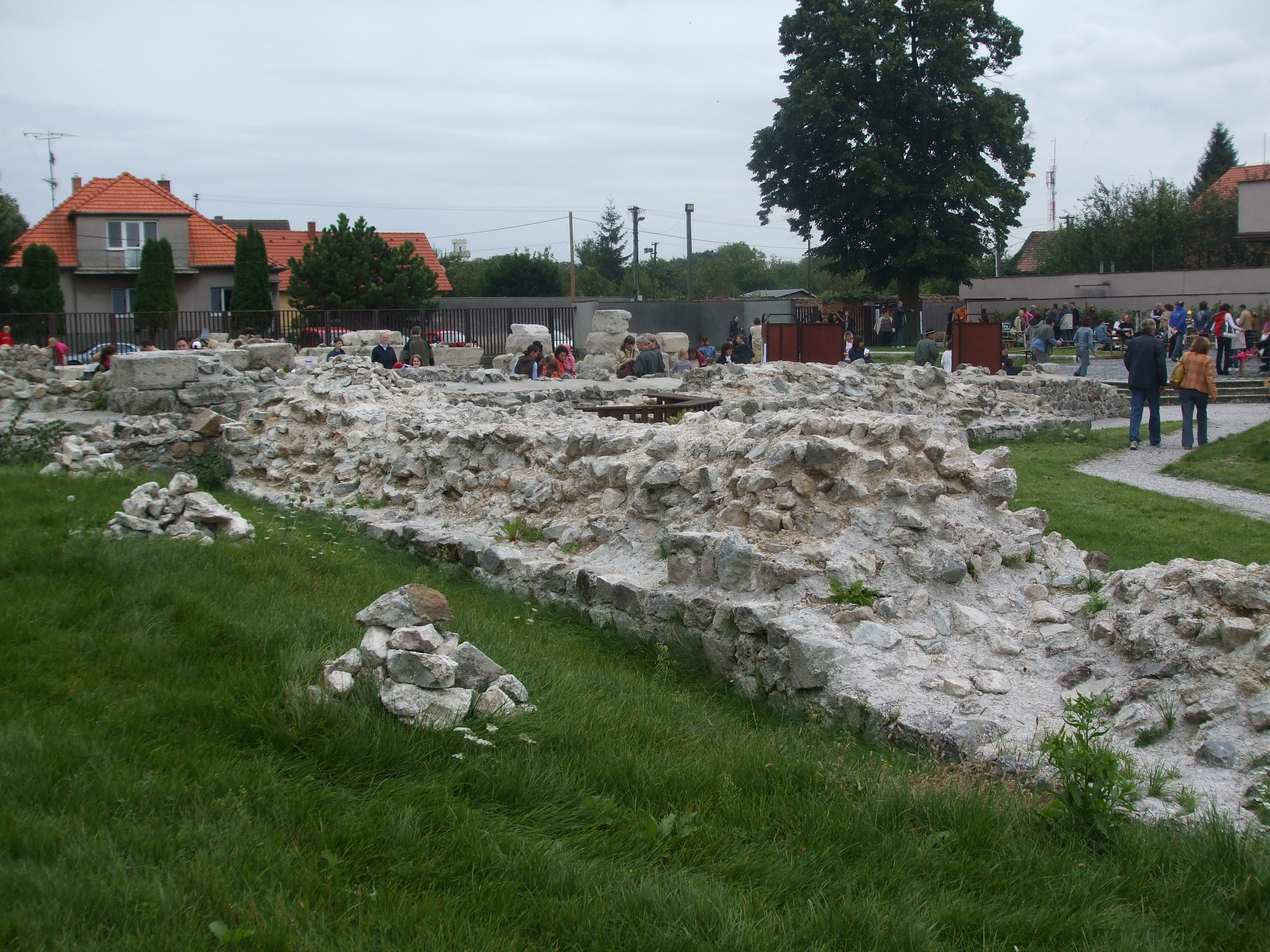
Rovine del forte romano in pietra (1)
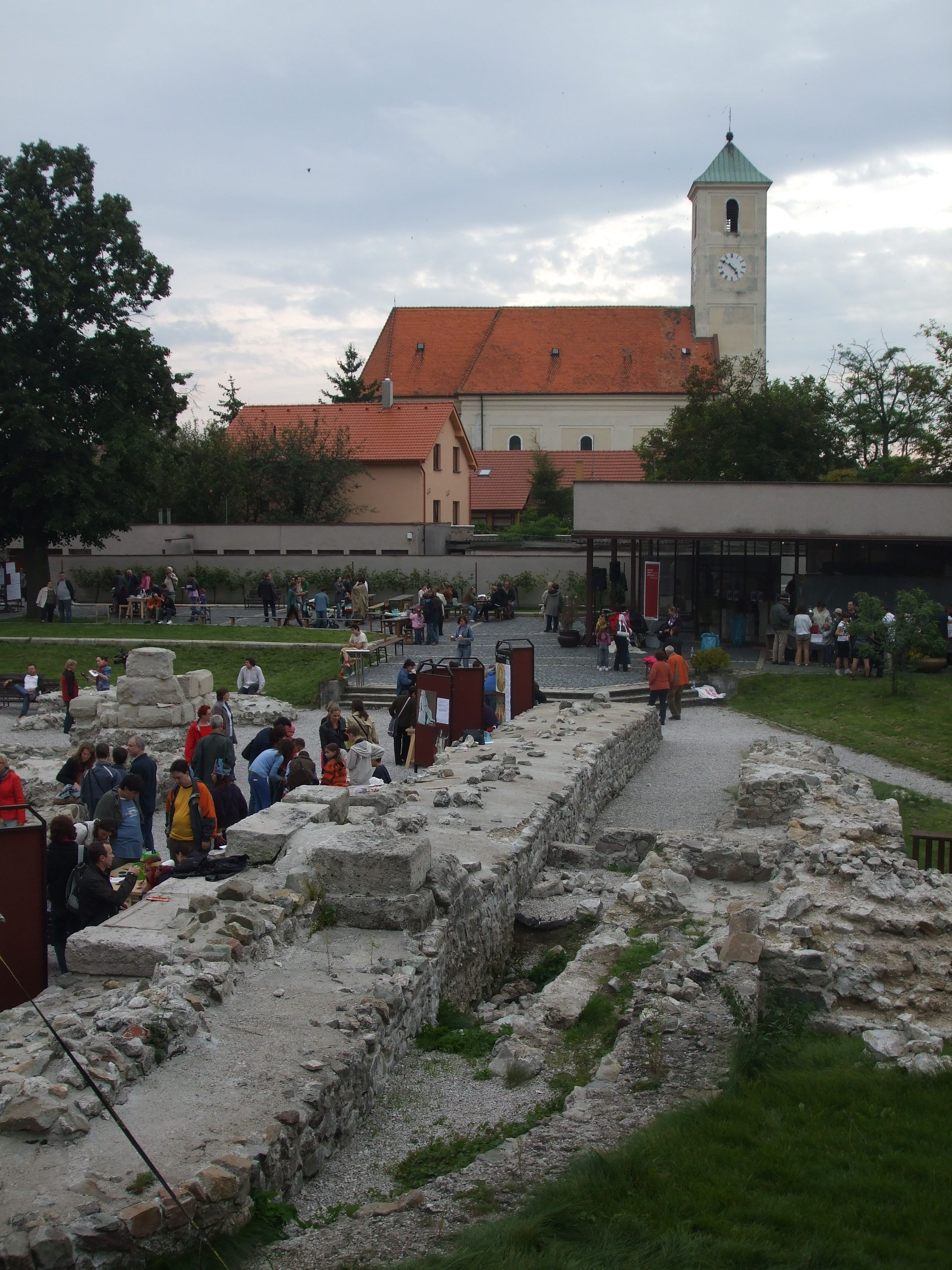
Rovine del forte romano in pietra (2)
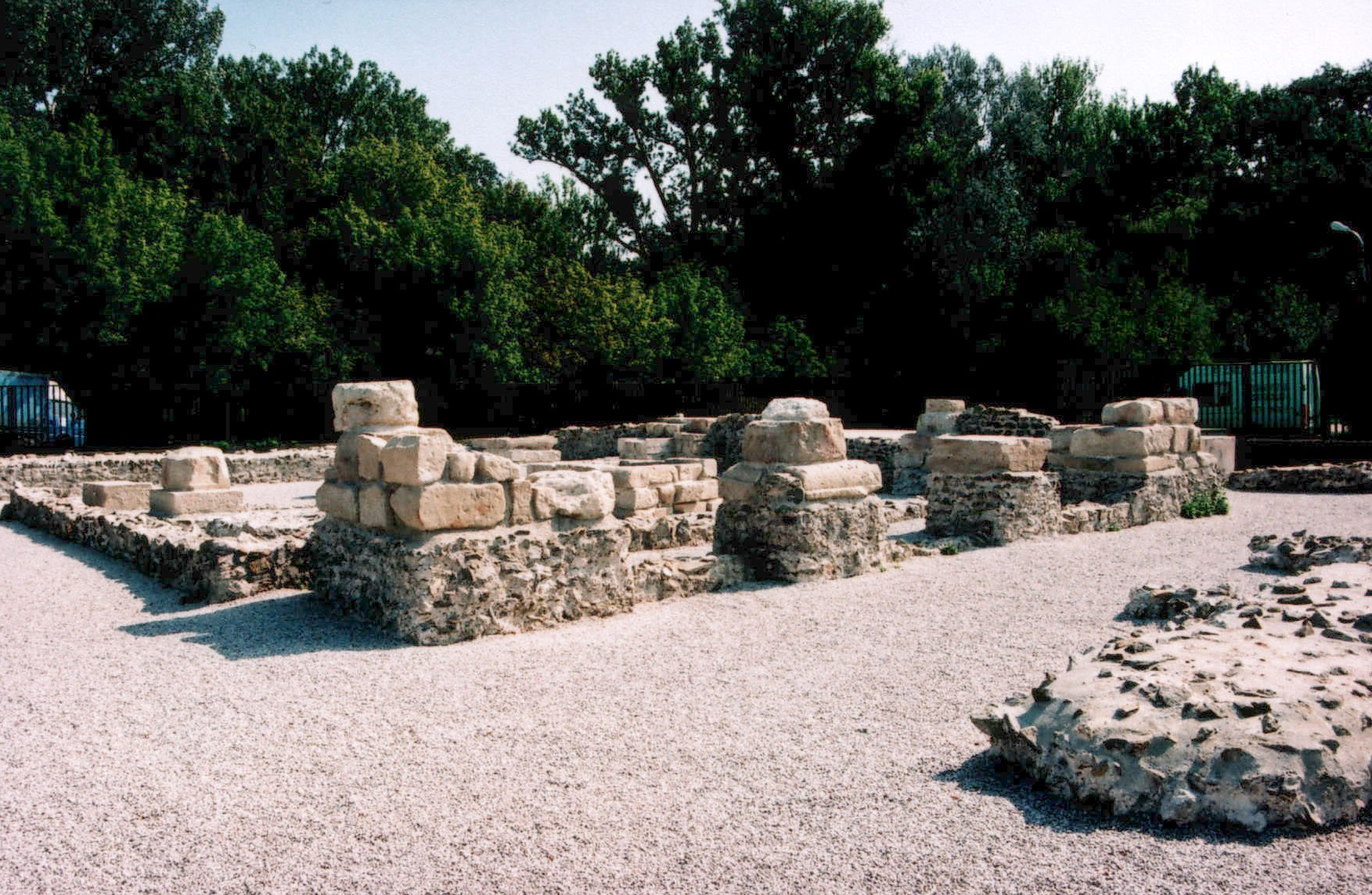
Rovine del forte romano in pietra (3)